# Alexei Fjodorowitsch Turtschaninow

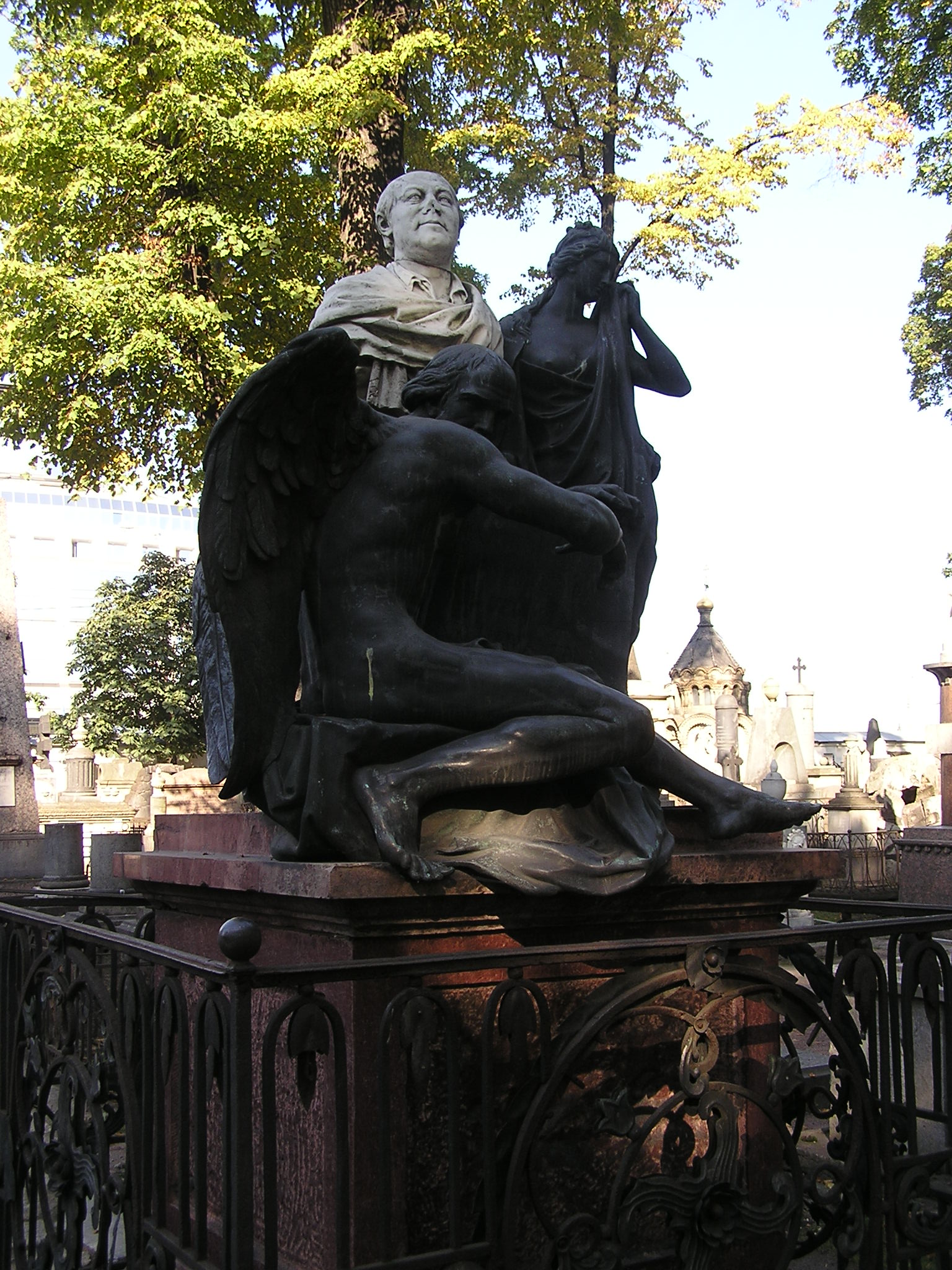
Alexei Fjodorowitsch Turtschaninows Grabstein auf dem Lazarus-Friedhof des Alexander-Newski-Klosters in St. Petersburg

Alexei Fjodorowitsch Turtschaninow, geboren Wassiljew, (russisch Алексей Фёдорович Турчанинов, Geburtsname Васильев; * 1704; † 21. Märzjul. / 1. April 1787greg. in St. Petersburg) war ein russischer Unternehmer und Philanthrop.

## Leben
Alexei Wassiljew stand seit seiner Kindheit im Dienste der Familie Turtschaninow mit immer verantwortungsvolleren Aufgaben. Der Gründer der Familie Turtschaninow war der türkische Kriegsgefangene Filipp Trofimowitsch Turtschaninow, der nach dem Russisch-Türkischen Krieg (1676–1681) nach Solikamsk kam und dort ein erfolgreicher Salzproduzent wurde. Dessen Sohn Michael Filippowitsch Turtschaninow führte das Salzgeschäft seines Vaters fort und begann die Kupferproduktion während des Nordischen Krieges. Da Michail Turtschaninow keinen Sohn hatte, fiel sein großes Vermögen an seine Tochter. Sie heiratete 1737 ihren noch nicht zwanzigjährigen Verwalter Alexei Wassiljew, der den Namen seiner Frau annahm, um sie beerben zu können.
Alexei Turtschaninow konzentrierte sich auf die Kupfermetallurgie und verbesserte stetig die Qualität der Produkte. Er belieferte den kaiserlichen Hof und gewann die Gunst der Kaiserin Elisabeth. Dank seiner guten Verbindungen zum Hof gewann er 1758 gegen die Familien Demidow und Stroganow die Kontrolle über drei Eisenhütten im Ural. Von der Regierung kaufte er für insgesamt 145.500 Rubel das Gumjoschew-Kupferbergwerk in Polewskoi sowie die drei Eisenhütten in Polewskoi, Sewer und Syssert, die den Anfang der zukunftsträchtigen Bergregion Syssert bildeten. Er erwies sich als fähiger Unternehmer. Er modernisierte und erweiterte die Produktion, indem er neben den Vormaterialien und Blechen auch die Endprodukte, insbesondere Haushaltswaren wie beispielsweise Bügeleisen herstellte. Die Überprüfung durch die Bergbaukommission 1776 führte zu einem positiven Ergebnis.
Turtschaninow ließ die Einwohner sich mit kostenlosem Bau- und Brennholz versorgen. Die Arbeiter hatten einen Monat bezahlten Urlaub im Jahr. Medikamente, medizinische Versorgung und Schulbesuch waren frei. In Syssert richtete er bei sich einen Zoo, einen botanischen Wintergarten, ein mineralogisches und archäologisches Museum und eine wissenschaftliche Bibliothek ein. Er gründete mehrere Siedlungen im Ural.
Auf Turtschaninows Initiative begann die Gewinnung und künstlerische Verarbeitung von Malachit. Die große Nachfrage nach Kunstwerken trug sehr zum Firmengewinn bei. Während des Pugatschow-Aufstandes 1773–1775 legte er Befestigungen um seine Werke an, bewaffnete die Arbeiter und führte die Verteidigung gegen die in Überzahl angreifenden Aufständischen so erfolgreich, dass diese nicht nach Jekaterinburg vordringen konnten. Dafür wurde Turtschaninow 1783 von Katharina II. in den erblichen Adel erhoben mit einem silbernen Reiher im Wappen, der dann das Markenzeichen auf den Produkten der Bergregion Syssert war und auch auf dem Wappen der Stadt Syssert zu sehen ist.
Turtschaninows Grab befindet sich auf dem Lazarus-Friedhof des Alexander-Newski-Klosters in St. Petersburg. Sein Vermögen wurde auf seine zweite Frau Filiziata Stefanowna (1740–1822) und seine 8 Kinder aufgeteilt. Der älteste Sohn Alexei (1766–1839) heiratete Alexandra Stepanowa Jermolajewa, die nach der Scheidung mit ihrem zweiten Mann André-Jacques Garnerin 1804 als erste russische Ballonfahrerin über den Moskauer Roten Platz flog. Die dritte Tochter Jelisaweta (1774–1827) heiratete den Generalmajor und Komponisten Alexei Nikolajewitsch Titow. Pjotr Andrejewitsch Kleinmichel, Pawel Dmitrijewitsch Solomirski und Wladimir Dmitrijewitsch Solomirski waren Enkel Turtschaninows.